# ألباني (فيرمونت)
ألباني (بالإنجليزية: Albany, Vermont)‏ هي بلدة تقع في مقاطعة أورليانز (فيرمونت) بولاية فيرمونت في الولايات المتحدة. تأسست عام 1782، تبلغ مساحتها 100.2 (كم²)، وترتفع عن سطح البحر 371 م، بلغ عدد سكانها 840 نسمة في عام 2000 حسب إحصاء مكتب تعداد الولايات المتحدة وتصل الكثافة السكانية فيها 8.4 نسمة/كم2.

## وصلات خارجية
- The US50 - Cities and Towns in Vermont State
- Vermont Cities and Towns, Facts, Map, Flag, Colleges, Government, and More